# شهرستان بیورهد
شهرستان بیورهد (به انگلیسی: Beaverhead County) یک منطقهٔ مسکونی در ایالات متحده آمریکا است که در مونتانا واقع شده‌است. شهرستان بیورهد ۱۴٬۴۳۱٫۴۹ کیلومتر مربع مساحت و ۹٬۲۴۶ نفر جمعیت دارد.